# Asthenotricha proschora
Asthenotricha proschora är en fjärilsart som beskrevs av Fletcher 1958. Asthenotricha proschora ingår i släktet Asthenotricha och familjen mätare. Inga underarter finns listade i Catalogue of Life.